# Britcore
Britcore je termin koji označava žanr hip hop glazbe. Čest je u zemljama njemačkog govornog područja. Sama riječ britcore služi kao skraćenica za British hardcore hip hop, skovao ju je Ralf Kotthoff, bivši urednik MZEE fanzina kroz kojeg je širio taj žanr po Njemačkoj.
Britcore karakterizira velika brzina ritma od preko 100 bpm. Često se sempliraju perkusije, te glazba i govor iz filmova. Teme koje se obrađuju kroz tekst su socijalne, često na militantan način.
Najpoznatiji britcore umjetnici su Hijack i Silver Bullet, jer su potpisali za velike izdavačke kuće.

## Vanjske poveznice
- UK-Hip-Hop: The Story & Database
- Heroji UK Hip-Hopa  Arhivirana inačica izvorne stranice od 21. veljače 2007. (Wayback Machine)
- Underground United